# Канопское викариатство
Канопская епископия — титулярная викариатство Александрийской православной церкви.

## История
Город Канопа, который в современном Египте является восточным районом Александрии, был местом епископской кафедры в IV веке. В настоящее время возле Абукира находятся раскопки Canopus (abou Kir). Епархия Канопы входила в Александрийский патриархат.
Согласно Catholic Encyclopedia канопский епископ распространял свою юрисдикцию также и на епархии Менелаиты и Схедии. Известны два епископа епархии - Атлас (упоминается в 325 году) и Агатодем (упоминается в 362 году). В истории церкви город Канопа известен мученичеством святого Кира, мощи которого были перенесены в Рим в VII веке.

## Епископы
древняя епископия
- Атлас (упом. 325)
- Агатодем (упом. 362)

современная епископия
- Филимон (Ангелопулос-Айаннанитис) (2 декабря 1979 — 23 ноября 1999)
- Спиридон (Милиотис) (5 ноября 2006 — 31 октября 2013)